# Gélson Tardivo Gonçalves Júnior
Gélson Tardivo Gonçalves Júnior, genannt Gélson Baresi, (* 11. Mai 1974 in Brasília) ist ein ehemaliger brasilianischer Fußballspieler. Er gewann in seiner Karriere verschiedene nationale sowie internationale Meisterschaften. Sein größter Erfolg im Vereinsfußball war der Gewinn der Copa Libertadores 1997 mit dem Cruzeiro EC aus Belo Horizonte.
Mit der Nationalmannschaft Brasiliens wurde er im CONCACAF Gold Cup 1996 Zweiter, kam aber in keinem Spiel zum Einsatz. Seinen einzigen hatte er bereits 1995 am 29. März im Freundschaftsspiel gegen Honduras, in welchem er die Mannschaft als Kapitän aufs Feld führte.

## Erfolge
Nationalmannschaft
- U-20-Fußball-Südamerikameisterschaft: 1992
- Junioren-Fußballweltmeisterschaft: 1993
- CONCACAF Gold Cup Zweiter: 1996

Flamengo
- Campeonato Brasileiro de Futebol: 1992
- Taça Guanabara: 1995

Cruzeiro
- Copa Ouro: 1995
- Copa Master de Supercopa: 1995
- Copa do Brasil: 1996
- Staatsmeisterschaft von Minas Gerais: 1996, 1997
- Copa Libertadores: 1997

Coritiba
- Staatsmeisterschaft von Paraná: 2003

Parana
- Copa Vila Velha: 2004
- Torneio Quadrangular de Tangará da Serra-MT: 2004

Ceará
- Staatsmeisterschaft von Ceará: 2006